# Dysoxylum rufum
Dysoxylum rufum là một loài thực vật có hoa trong họ Meliaceae. Loài này được (Rich.) Benth. mô tả khoa học đầu tiên năm 1863.